# Амидон (Северна Дакота)
Амидон (енгл. Amidon) град је у америчкој савезној држави Северна Дакота.

## Демографија
По попису из 2010. године број становника је 20, што је 6 (-23,1%) становника мање него 2000. године.
| Група             | 2000.       | 2010.       |
| Белци             | 26 (100,0%) | 20 (100,0%) |
| Афроамериканци    | 0 (0,0%)    | 0 (0,0%)    |
| Азијати           | 0 (0,0%)    | 0 (0,0%)    |
| Хиспаноамериканци | 0 (0,0%)    | 0 (0,0%)    |
| Укупно            | 26          | 20          |